# Mas Grau (Girona)
El Mas Grau és un edifici de Girona que forma part de l'Inventari del Patrimoni Arquitectònic de Catalunya.

## Descripció
És un edifici de planta baixa i un pis, amb diferents cossos annexionats a un nucli amb teulat de carener paral·lel a la façana principal. Aquest cos és centrat respecte a tot el conjunt. La façana principal té una important porta dovellada de pedra polida. Al seu damunt hi ha quatre finestres de llinda planera, tres amb motius florals. Igualment, aquestes obertures es repeteixen a la façana lateral dreta, on hi ha una porta de modillons tapiada i diferents finestres com les de la façana principal, de motius florals, llinda planera i brancals de pedra polida. D'elles en ressalta una propera a la façana principal que té, a l'ampit, motllures, un escut amb una creu llatina i dos rodones, una a cada banda superior de la creu. Cal ressaltar també, a l'entrada, una pallissa d'arc rodó reforçada per un pilar posterior per davallament de la clau.
Teulats de teula àrab. A la façana lateral esquerra i en el gir de la façana principal hi ha un afegit com a badius, amb pilar central carrat. La façana té restes d'esgrafiats imitant pedres.